# Insurrection irakienne de 1991
Ne doit pas être confondu avec Guerre civile irakienne.
L'Insurrection irakienne de 1991 est un soulèvement contre le régime baasiste de Saddam Hussein en Irak. Elle éclate en mars 1991, après la guerre du Golfe, dans les régions chiites du sud-est de l'Irak et dans le Kurdistan irakien, au nord-est du pays. La révolte échoue et est réprimée en un mois par l'armée irakienne.

## Déroulement

### Un soulèvement sur fond de défaite militaire
La débâcle de l'armée irakienne à l'issue de la guerre du Golfe ébranle le régime baasiste qui exerçait un pouvoir absolu depuis 1968. À Bassora, du 26 au 28 février 1991, plusieurs milliers de déserteurs défilent dans les rues pour appeler à la déchéance du régime de Saddam Hussein. Celui-ci vient d’annoncer le cessez-le-feu et commence à retirer ses troupes du Koweït. L’insurrection se poursuit dans le sud avant de s’étendre au Kurdistan. Le 4 mars, des chars de l’armée régulière abandonnent le front et s’attaquent aux bâtiments du régime baasiste à Bassora. Le même jour, des émeutes explosent dans les quartiers ouvriers de Bagdad, avant d’être bombardés par l’aviation américaine. Puis, du 4 au 6, Râniya (dans la province d'As-Sulaymaniya), Nassiriya, Al-Amara, Nadjaf, Kerbala, Kut, Kadar le 8, Koya le 9, Shatlana le 10, Erbil le 11, Akra le 13, Duwok le 14, Zakho le 15, chaque jour amenant de nouveaux insurgés. Il semble que l’insurrection de Râniya, le 5 mars, ait eu un impact important pour l’expansion du mouvement.

### Bassora, premier foyer de l'insurrection
Il est à signaler que, à côté de manifestations contre le régime, le premier geste offensif à Bassora a été d'attaquer les prisons et d'y libérer les détenus. C'est visiblement la liberté qui est le premier objet de la révolte. À cela s'ajoute de la haine envers l'Occident, combinée à celle contre Saddam Hussein ainsi que l'honneur (l'humiliation de la défaite de l'Irak, mais aussi l'irrespect pour les populations civiles irakiennes). Le mouvement se déroule sous l'empreinte de la nécessité : Bassora, qui en est le berceau, après avoir été bombardée pendant huit ans par les Iraniens lors de la guerre Iran-Irak, a été pilonnée tous les jours, du 17 janvier au 28 février 1991, par l'aviation américaine. L'eau, la nourriture et les médicaments y manquent dès avant le début de l'insurrection, l'air y est presque aussi irrespirable qu'au Koweït voisin, les troupes d'élite de Saddam Hussein y ayant leur quartier général, y accaparent en priorité tout approvisionnement. 
Bassora est le départ et le centre de la révolte. Les premiers insurgés semblent être des jeunes, rapidement rejoints par d'innombrables déserteurs. Il semble qu'aucune ville n'ait été prise plus de quarante-huit heures, à l'exception de Bassora, les 3 et 4 mars. C'est probablement ce qui a propagé le mouvement à tout l'Irak. Le 5, les principales villes kurdes sont insurgées. Le 6, le mouvement semble en extension maximale en nombre de villes insurgées simultanément. Les désertions se multiplient.

### Extension au Kurdistan
Le soulèvement au Kurdistan vient en grande partie des camps de regroupement proches des villes où le régime avait déporté la population des campagnes pour la soustraire à l'influence de la guérilla kurde des peshmergas. Les habitants de ces camps étaient sous le contrôle des services de sécurité et ne recevaient que de maigres indemnités ; une partie d'entre eux, faute d'autre emploi, s'enrôlaient dans les milices au service du régime pour combattre la guérilla et recevaient donc des armes. Le soulèvement leur donne l'occasion de retrouver leur dignité et de rejoindre les peshmergas.
Le 5 mars, les villes d'Erbil et de Souleimaniye, dont les populations sont en grande majorité kurde, se soulèvent. Le 6, les émeutes gagnent Kirkouk et Râniya. L'insurrection se renforce, le 7 mars, par l'arrivée dans Raniyah des groupes de guérilla kurdes venus des montagnes. Le 8, les rebelles prennent le contrôle du quartier général de la sécurité à Souleimaniye après 48 heures de combat et exécutent sommairement les prisonniers baasistes. Ils contrôlent alors la ville.

### Impasse et écrasement de l'insurrection
Du 7 au 14 se joue la bataille. Il n'y a plus d'informations précises sur les lieux. Il n'y a plus de bilan de victimes. D'après celui de l'opposition irakienne en exil, le 7 : 30 000 morts. Le 7, les guérillas kurdes commencent à reprendre les villes kurdes aux insurgés. Apparemment Nadjaf et Kerbala se sont hissées au rang de champs de bataille permanents, à côté de Bassora. Le 13, il paraît y avoir une seconde et décisive défaite de l'insurrection dans Bagdad. Impossible, après ce 12e jour d'insurrection, de connaître quoi que ce soit sur l'organisation, le ravitaillement, le moral, les idées et les perspectives.
Saddam Hussein, s'avère maintenant dictateur avisé. Sur l'extérieur, il cède aux exigences des vainqueurs, sur l'intérieur il se replie sur Bagdad et compte rapidement ses forces.
Il est clair que les rebelles sont quasiment sans défense contre les chars, les hélicoptères et l'artillerie de l'armée irakienne. Ils n'ont que très peu de matériel à leur opposer : quelques RPG et missiles sol-air très courte portée.
Très vite il comprend que les guérillas kurdes n'attaqueront pas Bagdad, qu'elles sont incapables de s'emparer de l'État irakien, et qu'elles sont même un rempart policier et militaire contre une insurrection dans les villes du Nord. Il leur abandonne le Kurdistan, et lance une offensive, avec toutes ses forces, contre les insurgés du Sud. En même temps, il expulse la presse occidentale, sans doute avec la complicité américaine. Vers le 7 ou 8 mars (cinquième ou sixième jour de l'insurrection), il endigue la contagion ; au plus tard le 10, il sait qu'il a rétabli ses chances ; le 16 mars, lors de son discours télévisé, il sait qu'il a gagné.
À partir de là, les hélicoptères irakiens bombardent massivement, l'emploi de 10 à 32 bombes au sarin dans les régions Najaf et Kerbala par ces derniers est confirmé après la chute du régime baasiste en 2003. Le 15, un "état-major rebelle shi'ite" s'exprime par l'agence de presse iranienne. C'est la seule fois qu'on entend parler d'une structure organisée issue de l'insurrection. Le 16, Saddam Hussein est suffisamment rassuré pour paraître à la télévision. Le 17. Pour la première fois depuis le 2, les combats ont cessé dans Bassora. Le 18, les guérillas kurdes prennent Kirkouk.
L'insurrection kurde s'effondre rapidement : l'armée irakienne reprend Kirkouk le 28, Dahuk et Erbil le 30 mars, Zakho le 1er avril et Souleimaniye le 3 avril. 
À Nadjaf et à Kerbala, lorsque la ville est reprise, et que la garde républicaine va dans la suivante, elle se soulève à nouveau. Bassora, pacifiée sous les hélicoptères le jour, s'insurge la nuit. De même les fuyards se battent à nouveau jusque dans Bagdad, où l'information iranienne signale une violente répression le 23. Fin mars, et pendant le mois d'avril, quelques émeutes se poursuivent, de plus en plus faibles. 

### Maintien d'une zone autonome au Kurdistan
Les partis kurdes regroupés dans le Front du Kurdistan parviennent cependant à préserver une partie du territoire kurde dans les régions montagneuses et à y établir une autonomie de fait, tandis que les autorités du régime reprennent le contrôle des villes et des régions de plaine pour y poursuivre leur politique d'arabisation. La famine et l'armée irakienne font fuir des Kurdes vers les camps approvisionnés par les Occidentaux. En effet, à partir du 6 avril, les États-Unis ont déclenché l'opération Provide Comfort avec l'approbation des Nations unies. Les forces aériennes des États-Unis, de la France et du Royaume-Uni imposent une zone d'exclusion aérienne au nord du 36e parallèle pour stopper l'avancée de l'armée irakienne et fournir de l'aide humanitaire aux réfugiés.

## Interprétations
L’insurrection de 1991 a peu de couverture médiatique immédiate : dès le premier jour de la révolte de Bassora, 40 journalistes quittent le Koweït pour l'Irak, mais ils sont arrêtés. Le 6 mars, l'Irak donne quarante-huit heures à tous les journalistes pour quitter le pays ; les 40 arrêtés sont alors expulsés.
La propagande du régime baasiste a tenu des discours souvent contradictoires sur les communautés kurde et shi'ite; pendant la guerre Iran-Irak, elle avait valorisé la loyauté d'au moins une partie des populations shi'ites de Bagdad, Bassora et Amara, insistant sur leur pure origine arabe tribale et leur fidélité à la patrie irakienne; après l'insurrection de 1991, elle fait retomber la faute de l'insurrection du Sud sur les Arabes des marais, présentés comme "des barbares dont le système de valeurs est primitif comparé à celui des habitants de Bagdad" et comme des étrangers d'origine indienne ou persane. 
En elle-même la révolte des villes du Nord n'avait rien de spécifiquement kurde, ni celle des villes du Sud de spécifiquement shi'ite. Comme dans beaucoup de révoltes spontanées, celle-ci a été officiellement prédécoupée selon des récupérateurs préexistants, à savoir l'opposition shi'ite en exil et l'opposition kurde.
L'exode de centaines de milliers de Kurdes vers la Turquie et le déplacement forcé des Arabes des marais vers l'agglomération de Bagdad créent une mémoire douloureuse du soulèvement et de la répression qui se retrouvera, après la chute du régime en 2003, lors des procès des dirigeants baasistes.

## Conséquences des soulèvements
Les États-Unis, sous la pression de leurs alliés arabes, arrêtent la guerre avant d'avoir détruit l'armée irakienne, qu'ils ne voulaient qu'affaiblir. Ils interdisent à l'Irak d'utiliser ses avions après le cessez-le-feu mais tolèrent l'usage par l'Irak de ses hélicoptères pour vaincre l'insurrection. Leur attitude, au sud de l'Irak, a été de refouler ceux qui tentaient de fuir la répression. Le gouvernement américain déclarait alors craindre un démembrement de l'Irak. En mars 1991, les États-Unis abattent deux avions irakiens mais laissent accomplir le bombardement des insurgés au napalm, au phosphore et à l'acide sulfurique. Le Koweït ferme sa frontière aux réfugiés irakiens, de même que l'Arabie saoudite. 
En juillet 1991 de graves affrontements éclatent à Erbil et Souleymanie. À la suite de ces affrontements, l'armée irakienne se retire définitivement de ces deux villes difficiles à contrôler. Entre 100 000 et 150 000 soldats irakiens restent néanmoins positionnés le long de la ligne de front de la région kurde.
En octobre 1991, Bagdad impose un embargo à la région kurde sur les vivres et l'essence qui durera jusqu'à la chute du régime baasiste lors de l'opération Liberté irakienne.
Le Quid annonce 30 000 morts tandis que le bilan annoncé par la Bibliothèque des émeutes est de 750 000 morts. La répression provoque un million (au moins) de réfugiés en Iran et dans les marais au nord de Bassora. Pour la CIA , il est plus vraisemblable que le vrai chiffre du nombre des victimes est d'environ 50 000 morts, dont environ 15 000 morts pour la seule répression de la ville et région de Bassora.  
L'épuisement militaire et économique du pays par la 1re et la 2e guerres du Golfe oblige Saddam Hussein à rechercher une nouvelle légitimité plus islamiste (après l’échec du nationalisme). Cette nouvelle politique, si elle permet au dictateur de sauver le reste du régime irakien discrimine ouvertement les minorités non arabes et non musulmanes du pays.
La minorité chrétienne, près de 750 000 personnes, commence à quitter massivement le pays après la fin de l’Insurrection. En 2016, il ne reste plus que 80 000 chrétiens en Irak.